# La Najarra
La Najarra es una montaña de la sierra de Guadarrama (sierra perteneciente al sistema Central). Está ubicada en el límite de los términos municipales de Miraflores de la Sierra y Soto del Real, al sur, y Rascafría, al norte, (Comunidad de Madrid, España) y en el límite oriental de la alineación montañosa de Cuerda Larga. 

## Orografía

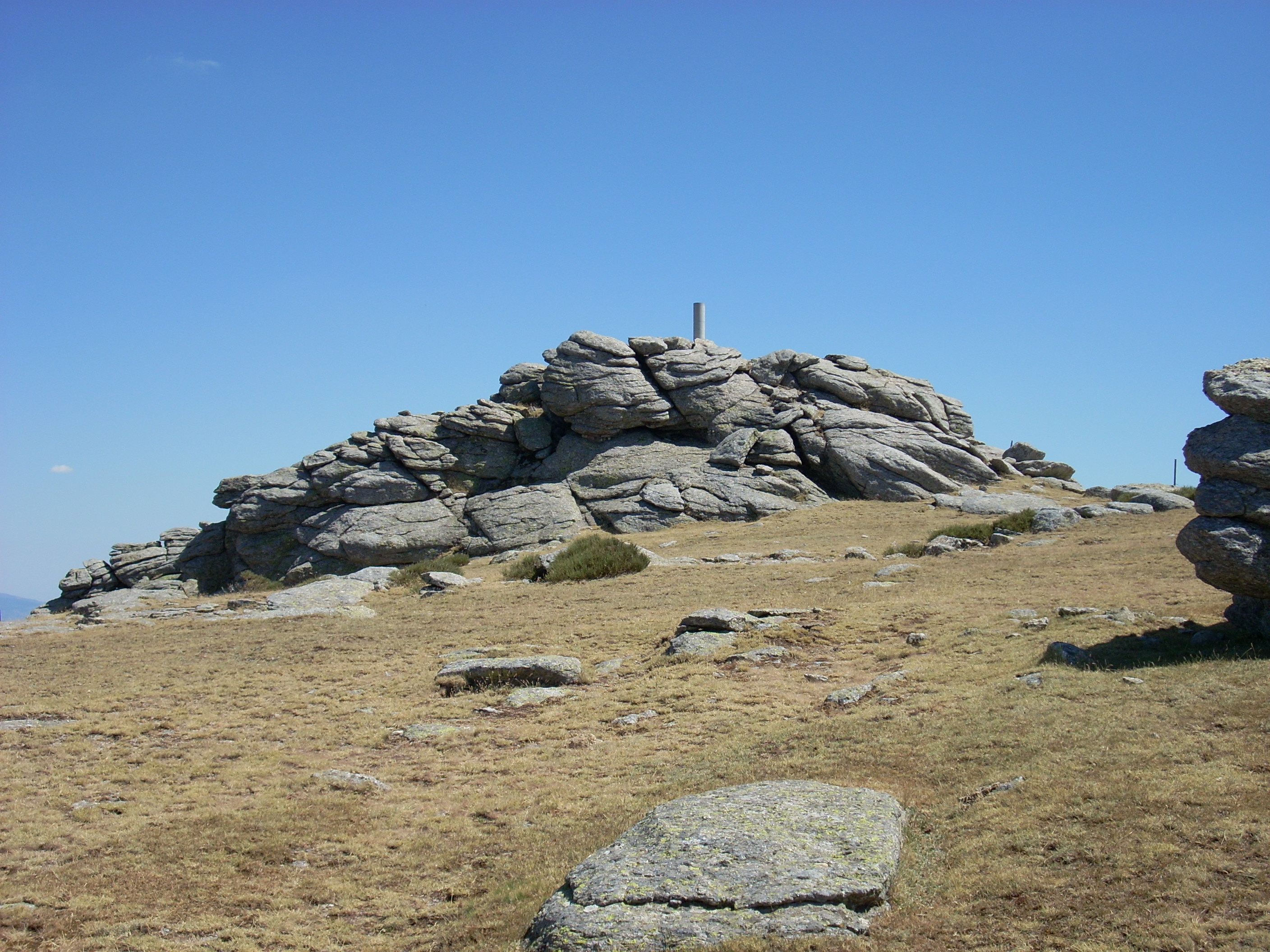
Vértice geodésico en la cima de La Najarra.

La Najarra tiene una altura de 2120 metros sobre el nivel del mar, donde se sitúa el vértice geodésico Najarra 1993 (por el año de su construcción). Con frecuencia, las guías y algunos mapas citan erróneamente la altura máxima de la cumbre a 2108 metros, confundiendo la situación del anterior vértice geodésico (ahora destruido) que estaba desplazado de la cima y a 2108 metros. Es la última cumbre del extremo este de la cuerda larga y con ella finalizan en esa zona las cumbres superiores a los 2000 metros de la zona este de la sierra de Guadarrama. Se le considera el lugar donde limitan la Cuerda Larga y la sierra de la Morcuera, dos cordales con una orientación muy similar.

## Flora

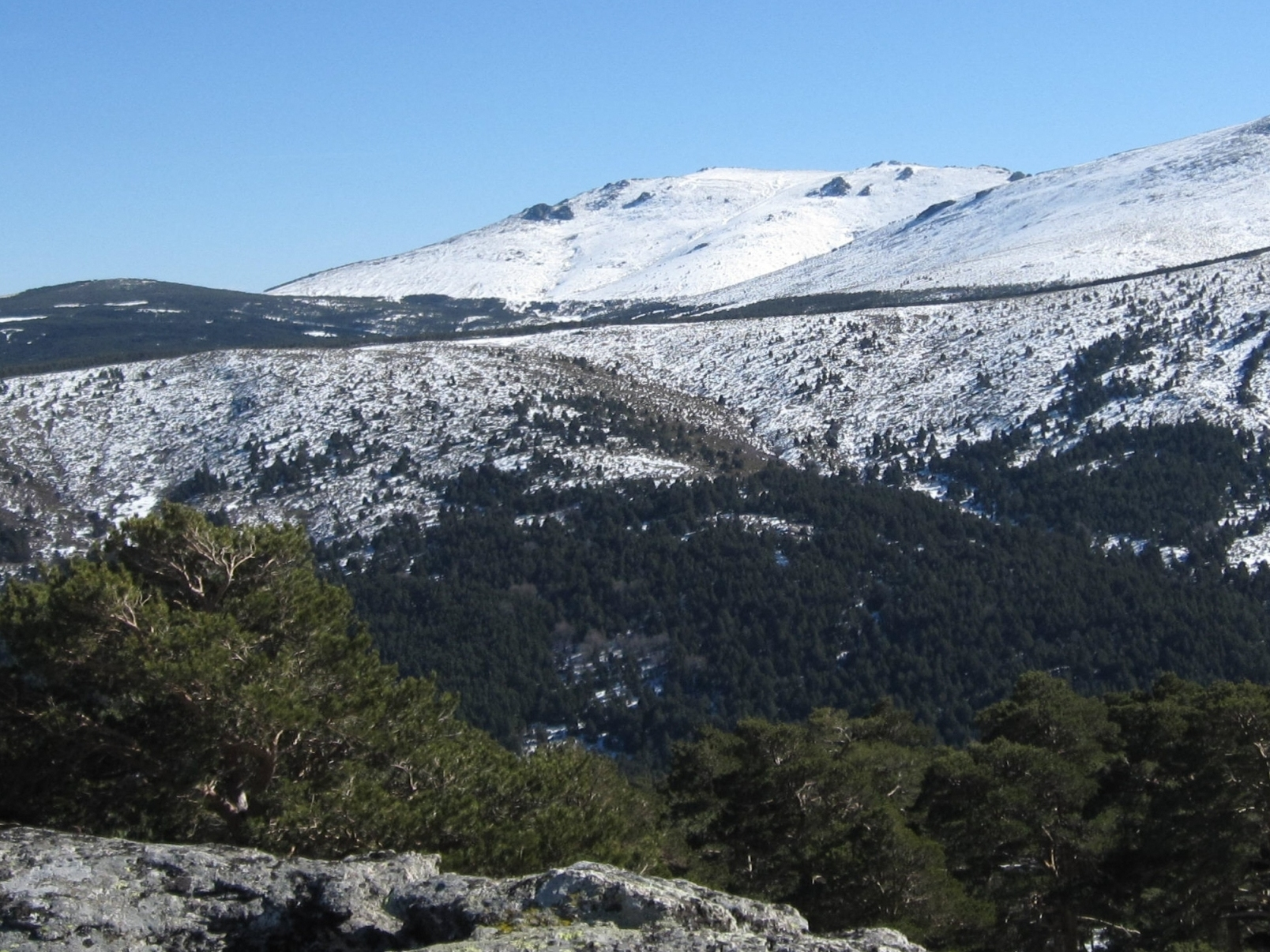
Cara norte de La Najarra vista desde Cabeza Mediana.

La vertiente sur, hasta una altura aproximada de 1800 metros, está cubierta casi enteramente por un bosque de pinos silvestres, y en su ladera norte está el puerto de la Morcuera (1796 m), lugar desde el que sale la travesía de Cuerda Larga, camino que pasa por la cima de La Najarra. Esta montaña cuenta con una caseta a modo de refugio no guardado, con capacidad para dos personas, usado desde antiguo en verano para vigilancia de incendios y que carece de agua, puertas y ventanas ni comodidad alguna, por cuanto solo sirve como abrigo eventual, situado cerca de su línea cimera (en la zona que asoma al Hueco de San Blas), lugar habitualmente usado como punto de partida o llegada para hacer la Cuerda Larga en dos jornadas.

## Fauna

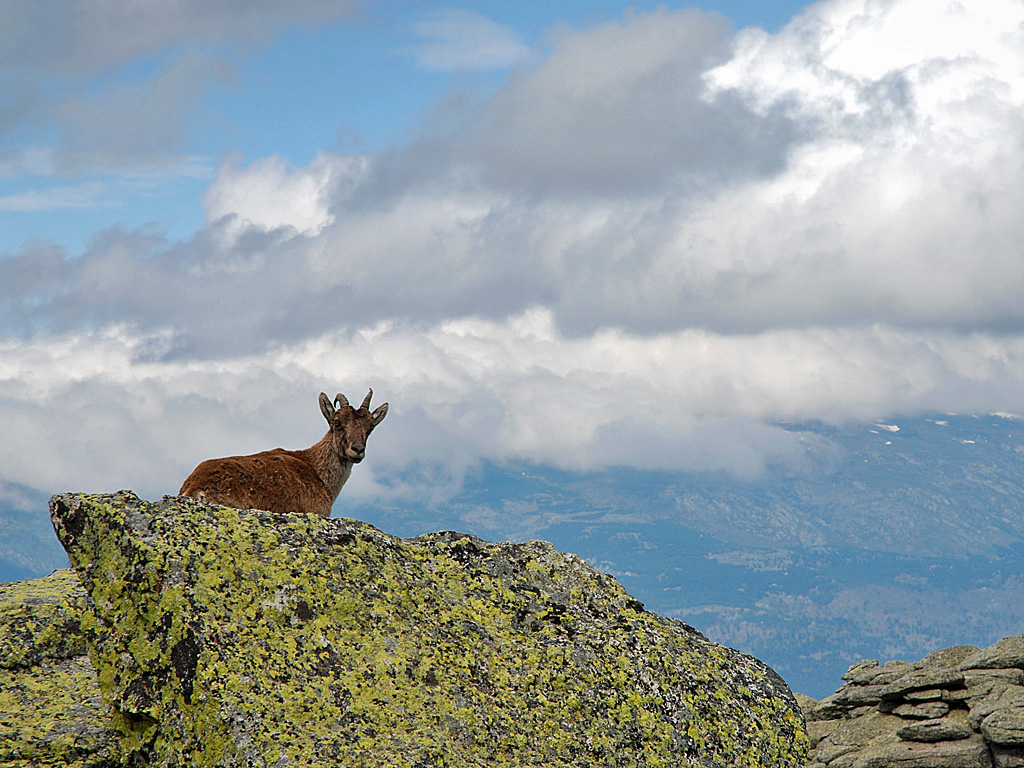
Ejemplar de Cabra Hispánica (Capra pyrenaica) en La Najarra.

Su adelantada posición hacia el este y el sur, así como su todavía considerable altitud la convierten en un magnífico mirador, a poco más de 30 minutos del Puerto de la Morcuera. Igualmente reseñable son sus colonias de buitres, con nidos en las zonas más escarpadas de la línea cumbrera. La aspereza de su vertiente norte contrasta con la amabilidad de la sur, tapizada de densa vegetación, donde pueden reconocerse diversas especies animales como el corzo, la cabra hispánica (introducida recientemente en la zona del Hueco de San Blas), el jabalí, águila culebrera, cucos, picopicapinos, abubilla, herrerillos, diversas rapaces nocturnas y un largo etcétera.

## Infraestructuras

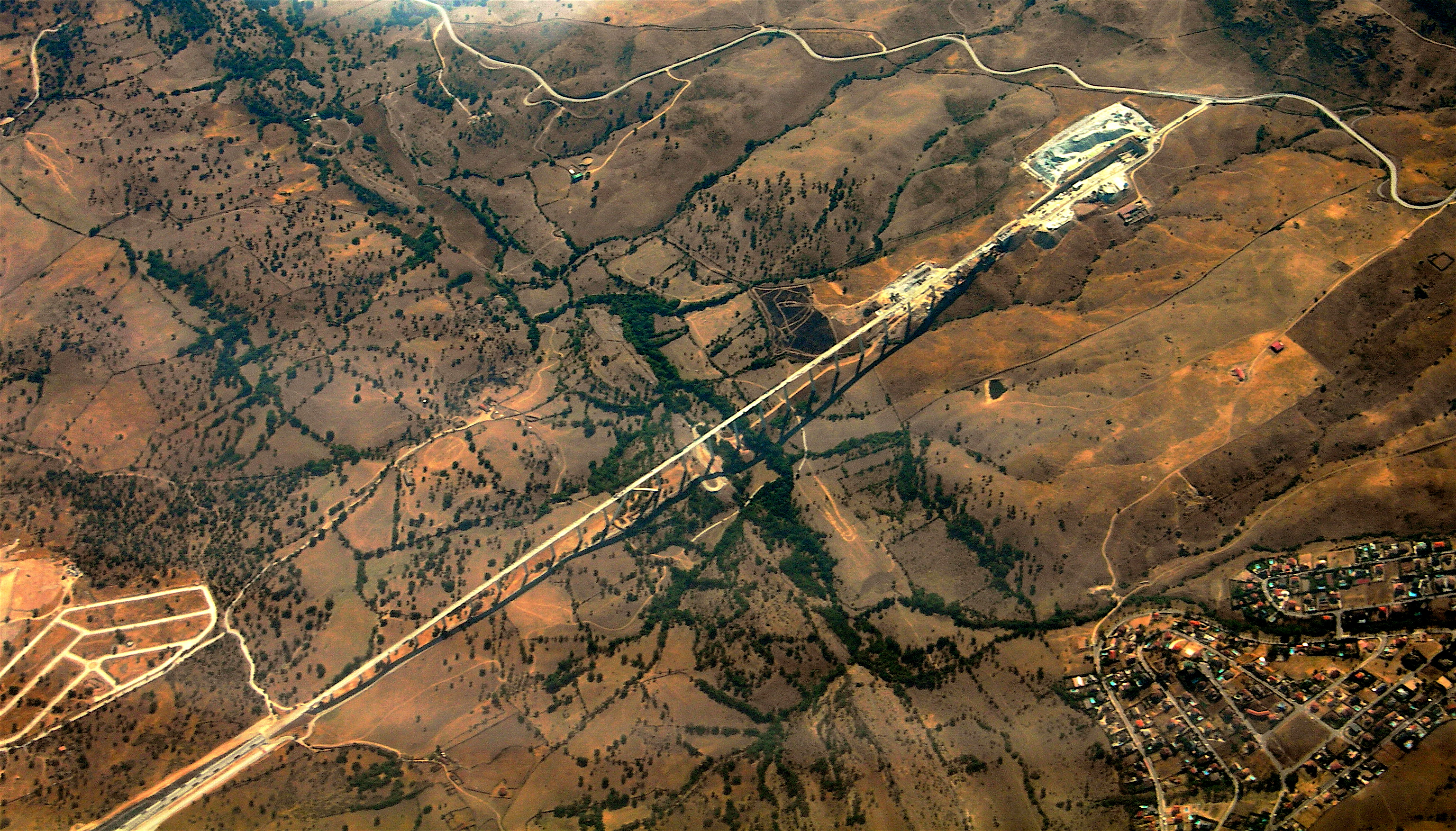
Vista aérea del viaducto Arroyo del Valle.

Al pie de la vertiente sur de esta montaña está el Viaducto Arroyo del Valle, de 1755 metros de longitud. En el límite del viaducto más cercano a La Najarra está una de las entradas del túnel ferroviario de Guadarrama, que con sus 28 km de longitud es el más largo de España. Estas dos obras de ingeniería pertenecen a la línea de alta velocidad ferroviaria Madrid-Valladolid.